# Matthew Amoah
Pour les articles homonymes, voir Amoah.
Matthew Amoah, né le 24 octobre 1980 à Tema, est un footballeur ghanéen. Il joue au poste d'attaquant.

## Carrière

### En équipe nationale
Matthew Amoah a été convoqué pour la première fois avec l'équipe du Ghana à l'occasion de la Coupe d'Afrique des nations de football 2002 au Mali et a honoré sa première cape au cours de cette compétition.
Il participe à la coupe du monde 2006 avec l'équipe du Ghana.

## Palmarès
Ghana
- Coupe d'Afrique des Nations
  - Finaliste : 2010